# 立てよいざ立て
「立てよいざ立て」（英語: Stand Up for Jesus）は、アメリカ合衆国で19世紀に作られた讃美歌。
ジョージ・ダフィールド・Jr（George Duffield, Jr., 1818年 - 1888年）の作詞、ジョージ・ジェームズ・ウェブ（George James Webb, 1803年 - 1887年）の作曲になるものである。日本語訳の歌詞の1行目は「立てよ、いざ立て」 (Stand up, stand up for Jesus) で始まるが、日本語訳者は不明で、別訳の「立ち上がれ、いざ」の訳者は中田羽後である。
アメリカ聖公会の司祭ダッドレー・ティング（Dudley A. Tyng, 1825年 - 1858年）は、1858年3月30日にYMCAの5千人の大集会で「出エジプト記」10:11の「男なるものは行き、主に使えよ。」について説教し、まもなく事故で亡くなった際には同僚聖職者に「彼らに主のために立ち上がれと伝えてください。」 ("Tell them to stand up for Jesus.") と言ったという。ティングの友人でバプティスト教会の牧師ジョージ・ダフィールド・Jrはその説教と遺言に感激し、次の日曜日にティングへの追悼も込めて「エフェソの信徒への手紙」6:14に関して説教し、この歌詞にある6番の詩で結んだ。この詩にはさまざまな曲が付けられたが、ジョージ・ジェームズ・ウェブが別の歌に作曲した曲で広く歌われている。